# Pachrophylla lineata
Pachrophylla lineata là một loài bướm đêm trong họ Geometridae.